# کلمبیا هایتس (مینه‌سوتا)
کلمبیا هایتس (به انگلیسی: Columbia Heights) شهری در شهرستان آنوکا ایالت مینه‌سوتا در کشور ایالات متحده آمریکا است که جمعیت آن در سرشماری سال ۲۰۱۰ میلادی، ۱۹۴۹۶ نفر بوده‌است.

## خصوصیات
کلمبیا هایتس ۹٫۱۲ کیلومترمربع مساحت و ۱۹٬۴۹۶ نفر جمعیت دارد و ۲۸۱ متر بالاتر از سطح دریا واقع شده‌است.